# Звегинцов, Владимир Владимирович
Владимир Владимирович Звегинцов (1 ноября 1914, Царское Село — 30 января 1996, Париж) — русский военный историк, известный прежде всего как исследователь военной формы одежды Русской императорской армии. Автор фундаментальных трудов по униформе Русской армии.

## Биография
Родился в 1914 году в Царском Селе в семье офицера Кавалергардского полка. Отец, Владимир Николаевич Звегинцов, происходил из старинного дворянского рода, имевшего девиз «Слову своему хозяин и раб», во время Первой мировой войны воевал на фронте, был последним командиром своего полка, в годы гражданской войны состоял в Добровольческой армии. Мать, Анастасия Михайловна (урожденная Раевская), была фрейлиной императрицы Александры Фёдоровны, во время войны работала сестрой милосердия в полевом госпитале. В ноябре 1920 года семья Звегинцовых эвакуировалась из Крыма и через Константинополь и Сербию прибыла в Италию.
В Риме В. В. Звегинцов учился во Французском лицее. Среднее образование закончить пришлось уже в Париже, куда семья переехала в 1928 году. В 1935 году получил высшее экономическое образование в Коммерческой школе в Швейцарии, после чего долгие годы работал в Международной Торговой Палате в Париже.
Был активным пожизненным членом (в зрелые годы — одним из руководителей) юношеских организаций: Национальной организаций витязей и Национальной организации русских разведчиков.
Традиции служения России, хранившиеся в семье, пример отца — военного писателя и полкового летописца, доступность вывезенных из России материалов и источников, сподвигли В. В. Звегинцова взяться за работу по истории Русской Армии. Этой работе он посвящал всё своё свободное время.
Своё первое серьёзное исследование в области военной истории он провёл в середине 1930-х годов, когда собрал и классифицировал около 1200 русских военных песен.
С 1959 по 1980 год вышли в свет главные труды В. В. Звегинцова: «Русская армия 1914 года. Подробная дислокация…», «Хронология русской армии (1700—1917)», «Знамёна и штандарты русской армии от XVI века до 1914 года», «Русская армия». Последний из названных трудов представляет собой восемь томов (на русском и французском языках) с описанием и рисунками (около 10 000 изображений) обмундирования и снаряжения русской армии в её историческом развитии (1700—1917). Автор собрал воедино, тщательно проанализировал и систематизировал разнообразные источники из фондов зарубежных и российских музеев, архивов, библиотек и частных коллекций, создав уникальный свод и фундаментальную основу для будущих исследований.
Наследие В. В. Звегинцова насчитывает также множество статей — результат активного сотрудничества в ряде специальных журналов: эмигрантских «Военной были», «Военно-историческом вестнике», французских «Carnet de la Sabretache», «Uniformes» и др.
Только в конце 1980-х годов В. В. Звегинцову удалось установить прочные контакты с рядом исследователей и любителей русской военной старины в России. Тогда же его работы стали поступать в Россию вместе со значительным количеством редких книг и журналов. С начала 1990-х годов он стал приезжать в Россию. Историк бывал в разных городах, где проходили его встречи с читателями. Благодаря В. В. Звегинцову в Российский государственный военно-исторический архив была передана бесценная коллекция документов «Кавалергардской семьи» — объединения офицеров-эмигрантов Кавалергардского полка.
Умер 30 января 1996 года. Похоронен на кладбище Сент-Женевьев-де-Буа.

## Наследие
В 2005 году рукописи главных трудов историка («Формы Русской армии 1914 года», «Русская армия 1914 года. Подробная дислокация», «Знамёна и штандарты Русской армии от XVI века до 1914 года») на русском и французском языках, выполненные в цвете и существующие в единственном экземпляре, были переданы в библиотеку-фонд «Русское Зарубежье» (г. Москва) его сыновьями Степаном и Николаем — такова была предсмертная воля Звегинцова. В планах библиотеки-фонда издать цветные версии трудов.

### Главные труды
- «Русская армия», в 7-ми частях.
- «Формы Русской армии. 1914 год».
- «Русская армия 1914 г.: подробная дислокация, формирования 1914—1917 гг., регалии и отличия».
- «Хронология Русской армии. 1700—1917 гг.», в 3-х частях.
- «Знамёна и штандарты русской армии от XVI века до 1914 года».
- «Русская армейская кавалерия. 1907—1914».